# Радіопрозорий купол

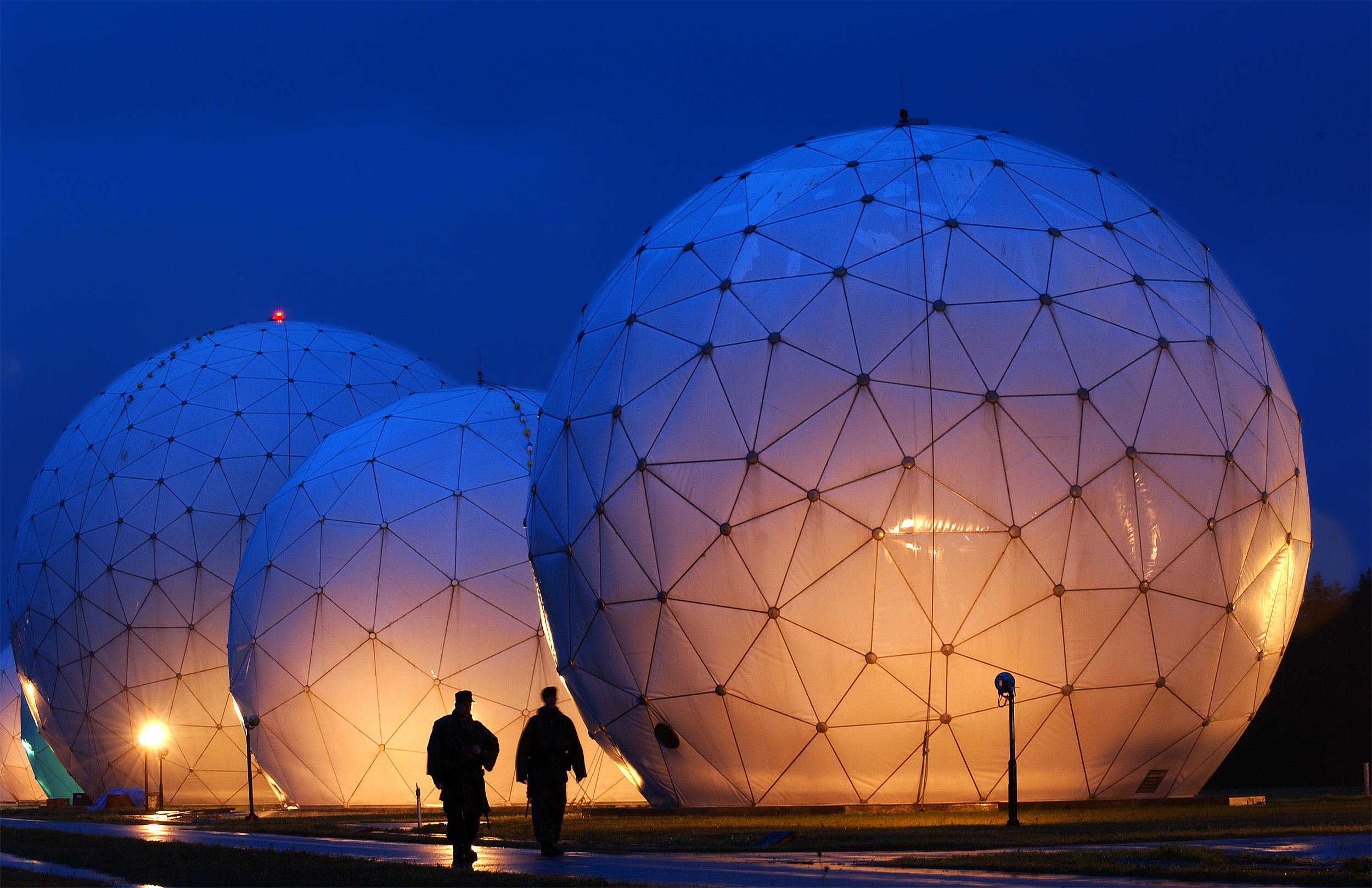
Геодезичні радіокуполи в в Японії

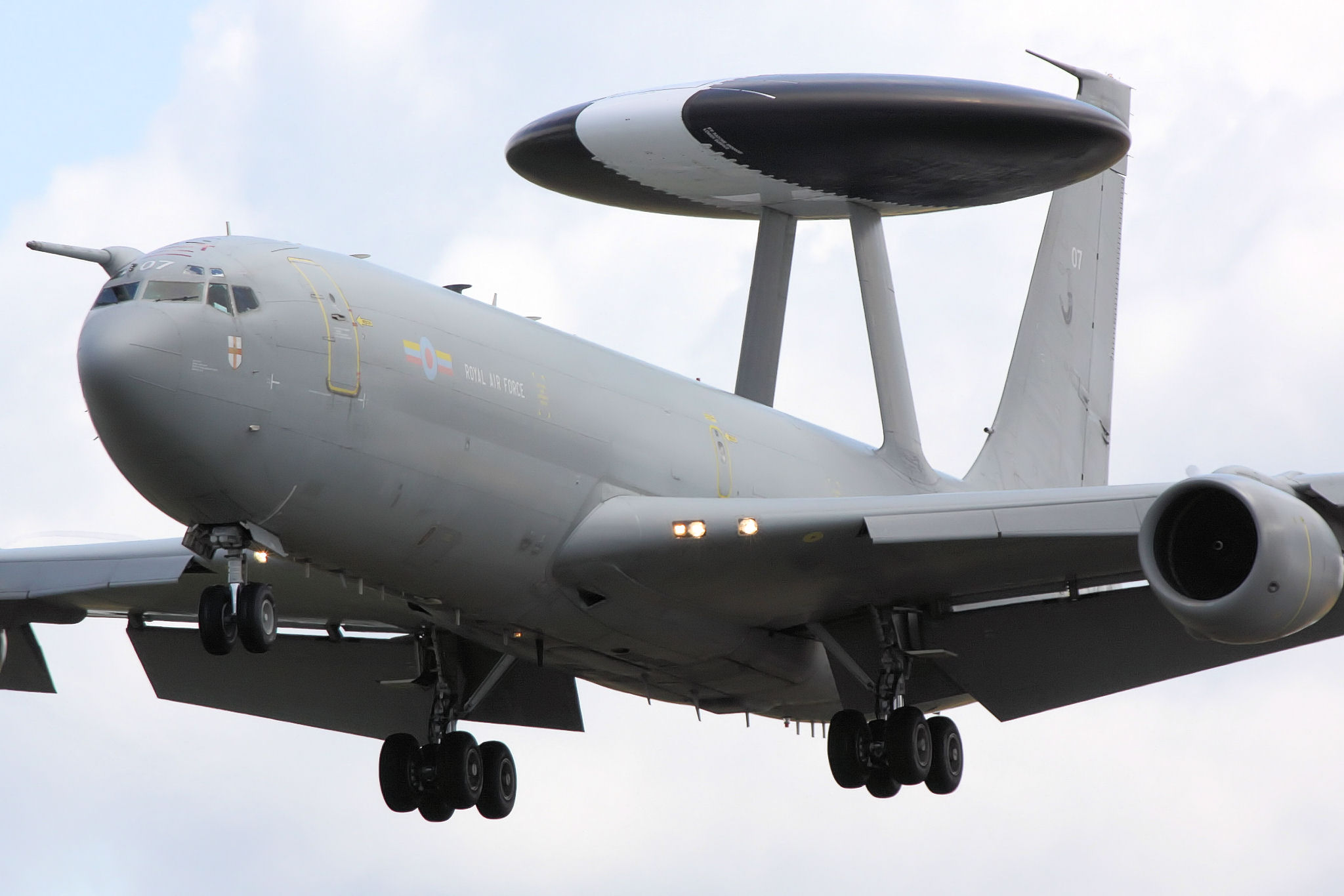
Boeing E-3 Sentry з радіокуполом, встановленим над фюзеляжем

Радіопрозорий купол або радіокупол (англ. radome) — корпус, який захищає радіоантену від впливу зовнішніх факторів, але є прозорим для радіохвиль. Він також приховує електронне обладнання та захищає персонал від випадкового удару під час обертання антени. Радіокуполи можуть мати кілька форм — сферичні, геодезичні, плоскі тощо — залежно від конкретного застосування. Як конструкційні матеріали використовуються скловолокно, тканина з політетрафторетиленовим покриттям та інші.

## Використання

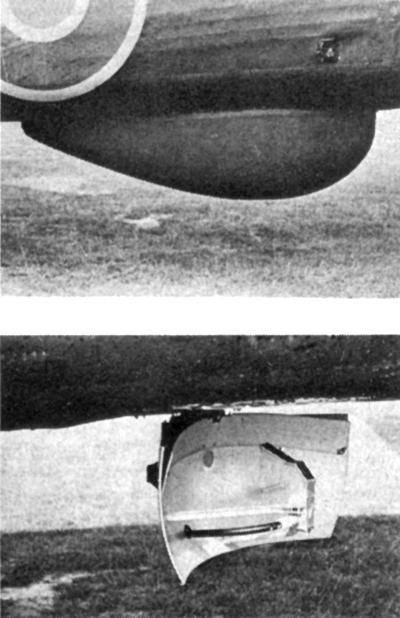
Один з перших радіокуполів (зверху) прикриває поворотну антену (знизу) на бомбардувальнику Halifax

### Стаціонарні антени
Для стаціонарних антен надмірна кількість льоду може розстроїти антену до рівня, коли її опір на вхідній частоті різко зросте, спричиняючи також зростання коефіцієнта стоячої хвилі. Ця відбита потужність повертається до передавача, де може спричинити перегрів. Радіокупол дозволяє уникнути цього, покриваючи відкриті частини антени міцним, погодостійким матеріалом (наприклад, скловолокном), і захищаючи її від льоду. Однією з головних рушійних сил розвитку скловолокна як конструкційного матеріалу була потреба в радіокуполах під час Другої світової війни. Радіокупол також значно зменшує вітрове навантаження не антену.
Альтернативою радіокуполів для стаціонарних антен є використання електричних антенних нагрівачів, які працюють від постійного струму і тому не заважають змінному струму радіопередачі.

### Рухомі параболічні антени
Для параболічних антен один великий купол у формі кулі також захищає механізм обертання та чутливу електроніку та нагрівається в холодному кліматі для запобігання обмерзанню.

### В авіації
У літаках з носовим радаром головні обтічники часто додатково служать радіокуполами. На літаках дальнього радіолокаційного стеження у верхній частині фюзеляжу часто встановлюють обертовий радіокупол.
На вертольотах і літаках, які використовують мікрохвильовий супутниковий зв'язок, радіокуполи часто виглядають як пухирі на фюзеляжі. Окрім захисту, радіокуполи також оптимізують зменшують аеродинамічний опір.
Радіокупол часто використовується для запобігання накопиченню льоду та крижаного дощу на антенах. У випадку обертової радарної параболічної антени радіокупол також захищає її від нерівномірності обертання через вітер.

### На флоті
Радіокуполи використовуються для морського супутникового зв'язку для захисту параболічних супутникових антен. Великі круїзні лайнери та нафтові танкери можуть мати радіокуполи діаметром понад 3 м, які містять широкосмугової антени для передачі телебачення та Інтернету. Невеликі приватні яхти можуть використовувати радіокуполи розміром близько 26 см для передачі звуку та низькошвидкісних даних.
|                                    |
| Радіокуполи антен стеження на яхті |

|                                          |
| Радіокупол на грот-щоглі есмінця типу 45 |